# Basilissopsis
Basilissopsis là một chi ốc biển, là động vật thân mềm chân bụng sống ở biển trong họ Seguenziidae.

## Các loài
Các loài trong chi Basilissopsis gồm có:
- Basilissopsis hakuhoae Kurihara & Ohta, 2008[2]
- Basilissopsis rhyssa (Dall, 1927)[3]
- Basilissopsis watsoni Dautzenberg & H. Fischer, 1897[4]